# Rotselaar
Rotselaar es una comuna de la región de Flandes, en la provincia de Brabante Flamenco, Bélgica. A 1 de enero de 2018 tenía una población estimada de 16 678 habitantes.
Se encuentra ubicada en el centro del país, cerca de Lovaina, la capital de la provincia.

## Demografía

### Evolución
Todos los datos históricos relativos al actual municipio, el siguiente gráfico refleja su evolución demográfica, incluyendo municipios después de efectuada la fusión el 1 de enero de 1977.
| Gráfica de evolución demográfica de Rotselaar entre 1846 y 2020 |
|                                                                 |